# General Strain Theory
Die General Strain Theory (deutsch: Allgemeine Drucktheorie) ist eine kriminalsoziologische Weiterentwicklung der Anomietheorie Robert K. Mertons. Die Theorie wurde von Robert Agnew konzipiert. Sie definiert drei Typen sozialer Belastung auf der Ebene individueller Akteure als kriminalitätsfördernd.

## Drei Typen sozialer Belastung
Im Unterschied zu Mertons klassischer Anomietheorie sieht Agnew neben der gesellschaftlichen Ziel-Mittel-Diskrepanz zusätzlich drei Typen sozialer Belastung (strain) für einzelne Akteure: Die wahrgenommene Unmöglichkeit, positiv besetzte Ziele zu erreichen; das Erleben des Entzugs positiv bewerteter Stimuli; die Konfrontation mit negativen Stimuli. Die daraus resultierende Verärgerung und Enttäuschung begünstige die Bereitschaft zu kriminellen Handlungen.
Agnew konkretisiert drei Formen von Druck der abweichendes Verhalten produziert (deviance-producing strain):
- Nichterreichen von angestrebten Zielen (wie etwa schlechtere Ergebnisse in der Ausbildung als gewünscht)
- Der Wegfall von positiven Impulsen (wie etwa der Tod eines Elternteils oder das Ende einer Partnerschaft)
- Das Vorhandensein von schädlichen Impulsen (wie etwa soziale Probleme in Schule oder Berufsausbildung).

Solcher Druck kann laut Agnew in allen Bevölkerungsschichten auftreten und ist kein klassenspezifisches Phänomen. Nach seiner Auffassung können derartige Druckzustände negative Gefühlszustände auslösen, die Ärger und damit gewalttätiges Verhalten oder Depressionen und folglich Selbstmedikation durch Drogenkonsum fördern. Die Gründe dafür, dass einige Menschen nur mit nonkonformen und andere mit kriminellen Verhaltensweisen auf die Belastung reagieren, sieht Agnew in unterschiedlichen Bewältigungsfähigkeiten (wie Intelligenz, Kreativität, Problemlösungskompetenz). Ein kriminalitätsnahes Umfeld könne dabei verstärkend wirken.

## Terrorismus-Analyse
Mit A general strain theory of terrorism verwendete Agnew 2010 seinen Erklärungsansatz zur kriminologischen Analyse von Terrorismus. Demzufolge sind Terror-Akte am wahrscheinlichsten, wenn Menschen unter kollektiven Druck geraten, der ein besonders großes Ausmaß annimmt (zum Beispiel zivile Todesopfer), als besonders ungerecht empfunden und von übermächtigen Anderen ausgeübt wird. Es bestehe jedoch kein Automatismus. Der Druck könne auch mit nichtterroristischen Aktivitäten bewältigt werden, wenn dafür finanzielle und politische Ressourcen sowie soziale Unterstützung vorhanden sind.

## Kriminologische Bewertung
Mit seinem Ansatz löst sich Agnew von den übrigen Anomietheorien, die auf Unterschichtskriminalität beschränkt sind. Kriminalpräventive Implikationen der General Strain Theory sind gute Sozialpolitik (Verbesserte Erreichbarkeit von materiellen Zielen), Stärkung von Familie und Gemeinschaft (Positive Stimuli) und das Erlernen von Bewältigungsstrategien im Rahmen von (Re-)Sozialisationsprogrammen.
Karl-Ludwig Kunz und Tobias Singelnstein erheben den Einwand, dass Druck (Stress) ein unspezifisches Phänomen sei, welches sich nur ganz allgemein und subjektiv bestimmen lasse, Situationsbewältigung hänge von subjektiver Befähigungen dazu ab. Da aber solche Befähigung kaum jemals vor der Begehung einer Straftat überprüft werde, bestehe vor dem Hintergrund der General Strain Theory die Gefahr, jedes Delikt retrospektiv als druckbedingt zu interpretieren. Damit würde sich das Konzept zu einer unergiebigen Pauschalerklärung allen kriminellen Verhaltens verflüchtigen.